# Маджи, Луиджи
Луиджи Маджи (итал. Luigi Maggi, 21 декабря 1867 — 22 августа 1946) — итальянский режиссёр, сценарист, актёр.

## Биография и творчество
Луиджи Маджи, сын актёра Нино Маджи. Луиджи работал в печатной мастерской, был актёром любительской труппы, игравшей пьесы на пьемонтском диалекте. В 1906 году Луиджи Маджи стал режиссёром фирмы «Амброзио». Ему, принадлежит часть первых как драматических, так и комических фильмов, выпущенных этой пьемонтской фирмой.
В 1908 году фирмой «Амброзио» в постановке Луиджи Маджи был выпущен фильм «Последние дни Помпеи» с участием в главных ролях Лидии ди Роберти и Мирры Принчипи. Оператор фильма, Роберто Оменья, создал ряд эффектных трюков, упрочивших всемирный успех фильма, признанного подлинным шедевром.
В 1911 году Луиджи Маджи снял фильм «Золотая свадьба», в котором престарелая чета предается воспоминаниям о войне за независимость Италии.
В 1912 году Луиджи Маджи снял фильма «Сатана».
Трилогия Маджи из эпохи «рисорджименто» дополнилась «Колоколами смерти» (1913).
Позже Луиджи Маджи экранизировал «Свадьбу Фигаро» и «Севильского цирюльника», однако эти фильмы не пользовались успехом.
«...Эволюция кино опередила и этого крупного режиссёра, в наши дни почти забытого. Он содействовал взлету итальянского кино своей первой постановкой «Последних дней Помпеи» и оказал глубокое влияние на мировое кино (в частности, на Гриффита) своими фильмами «Золотая свадьба» и «Сатана...» (Жорж Садуль)

## Фильмография
- 1910 — Гренадер Роллана / (акт. Капоцци-Тарларини)
- 1906 — Приключение пьяницы
- 1906 — Вазер опаздывает на поезд
- 1906 — Роман покинутого ребёнка / II romanzo di un derelitto
- 1908 — Последние дни Помпеи
- 1908 — Тигрица
- 1911 — Золотая свадьба
- 1912 — Сатана / Satana
- 1913 — Бабушкина лампа
- 1913 — Колоколами смерти
- Нерон
- Галилей
- Людовик XI
- Вероломство
- Сердце матери
- Геро и Леандр
- Безмолвное фортепиано
- Заложник
- Маленький вандеец
- Свадьба Фигаро
- Севильского цирюльника